# Saint-Laurent-Blangy
Saint-Laurent-Blangy är en kommun i departementet Pas-de-Calais i regionen Hauts-de-France i norra Frankrike. Kommunen ligger i kantonen Arras-Nord som tillhör arrondissementet Arras. År 2022 hade Saint-Laurent-Blangy 6 492 invånare.

## Befolkningsutveckling
Antalet invånare i kommunen Saint-Laurent-Blangy
| Referens: INSEE |